# Rim Ayari
Rim Ayari (ur. 6 listopada 1992) – tunezyjska zapaśniczka walcząca w stylu wolnym. 
Brązowa medalistka igrzysk afrykańskich w 2015. Zdobyła pięć medali na mistrzostwach Afryki w latach 2011 - 2017 roku.